# Pachystylum bremii
Pachystylum bremii is een vliegensoort uit de familie van de sluipvliegen (Tachinidae). De wetenschappelijke naam van de soort is voor het eerst geldig gepubliceerd in 1848 door Justin Pierre Marie Macquart.